# Yūhi Sekiguchi
Yūhi Sekiguchi (jap. 関口 雄飛, Sekiguchi Yūhi; * 29. Dezember 1987 in Nakano) ist ein japanischer Automobilrennfahrer. Er gewann 2011 die japanische Formel-3-Meisterschaft.

## Karriere

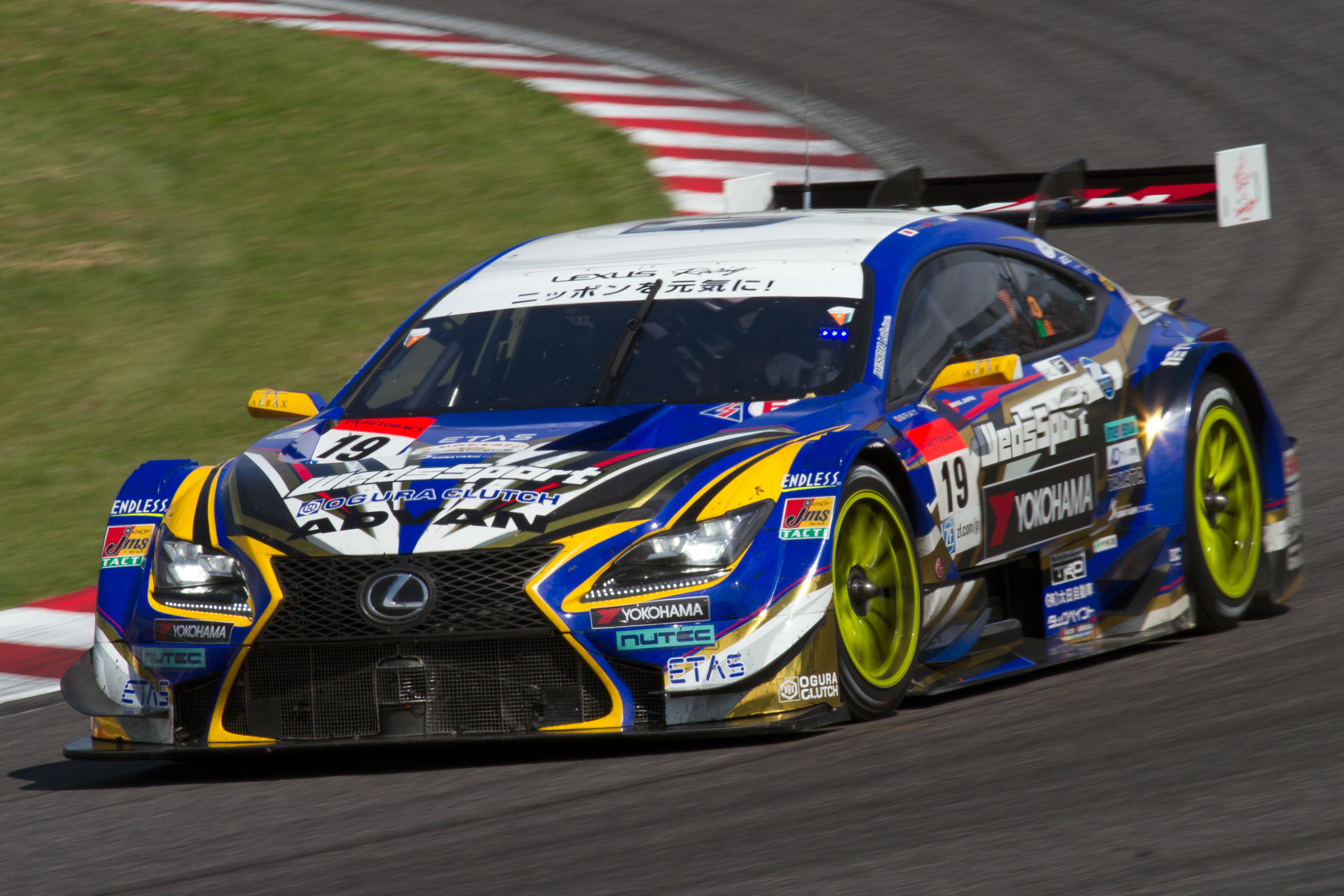
Yūhi Sekiguchi beim Rennen der Serie Super GT 2014 in Suzuka

Sekiguchi begann seine Motorsportkarriere im Kartsport, in dem er bis 2003 aktiv war. 2004 debütierte er im Formelsport und startete zu zwei Rennen der asiatischen Formel Renault. 2005 trat er in der Formel Toyota an und erreichte in der Gesamtwertung den fünften Platz. Darüber hinaus nahm er erneut an einem Rennen der asiatischen Formel Renault teil. 2006 blieb Sekiguchi in der Formel Toyota und entschied die Meisterschaft für sich. Außerdem gewann er den Meistertitel der japanischen Formel Challenge. 2007 wechselte Sekiguchi in die japanische Formel-3-Meisterschaft zu Now Motorsport. Mit einer Podest-Platzierung erreichte er den siebten Gesamtrang. Außerdem startete er in der Super GT und beendete die Saison mit einem Sieg auf dem zehnten Platz der GT300-Wertung.
2008 wechselte Sekiguchi nach Europa und startete in der internationalen Formel Master für Euronova Racing. Er erzielte zwölf Punkte und belegte am Saisonende den sechzehnten Platz im Gesamtklassement. Darüber hinaus nahm Sekiguchi an einem Rennen der Super GT teil. In Shanghai startete Sekiguchi im Oktober in der GP2-Asia-Serie-Saison 2008/09 als Teamkollege von Michael Herck für David Price Racing. Bereits nach einem Rennen wurde er durch Giacomo Ricci ersetzt.
2009 kehrte Sekiguchi in die japanische Formel-3-Meisterschaft zurück. Er wurde mit AIM Sports einmal Dritter und gewann dreimal die nationale Klasse. Er schloss die Saison auf dem fünften Platz der nationalen Klasse zurück. Außerdem nahm er an vier Super-GT-Rennen teil und wurde 22. in der GT300-Wertung. 2010 blieb Sekiguchi in der japanischen Formel-3-Meisterschaft und trat für ThreeBond Racing an. Zwar gelang ihm kein Sieg, mit elf Podest-Platzierungen wurde er allerdings Vizemeister hinter Yūji Kunimoto. Darüber hinaus trat er erneut in der Super GT und beendete die Saison auf dem neunten Platz in der GT300-Wertung. 2011 stieg Sekiguchi zum zweiten Rennwochenende in die japanischen Formel-3-Meisterschaft ein und startete für B-MAX Engineering. Er gewann sechs Rennen und wurde mit 100 zu 99 Punkte Meister vor Hironobu Yasuda, der jedes Rennen bestritten hatte. Außerdem nahm er für Mücke Motorsport am Macau Grand Prix teil und erreichte dort als Vierter das Ziel. Darüber hinaus ging er erneut bei Super-GT-Rennen an den Start und wurde 13. in der GT300-Wertung.
2012 war Sekiguchi nur in der Super GT aktiv. Mit einem Sieg erreichte er den sechsten Platz in der GT300-Wertung. 2013 stieg Sekiguchi in der Super GT in die GT500-Klasse auf. Für MOLA startete er zusammen mit Satoshi Motoyama. Die beiden schlossen die Saison auf dem zwölften Meisterschaftsplatz ab. Darüber hinaus nahm er an zwei Formel-3-Einzelrennen und zwei japanischen Formel-3-Rennen teil. 2014 wechselte Sekiguchi innerhalb der Super GT zu Lexus Team WedsSport BANDOH. Er bildete dort ein Team mit Juichi Wakisaka. Die zwei erreichten den 15. Meisterschaftsplatz. 2015 traten Sekiguchi und Wakisaka erneut für das Lexus Team WedsSport BANDOH in der Super GT an und wurden Elfte in der Fahrerwertung. Darüber hinaus nahm Sekiguchi für das  B-Max Racing Team an zwei Veranstaltungen der japanischen Formel-3-Meisterschaft teil.
2016 erhielt Sekiguchi in der Super Formula ein Cockpit beim Team Impul. Nach einem dritten Platz im dritten Rennen in Fuji folgte sein erster Sieg in Motegi. Ein weiterer Sieg gelang ihm in Sugō. Als bester Neuling beendete er die Saison auf dem dritten Meisterschaftsplatz. Darüber hinaus fuhr er abermals für Lexus Team WedsSport Bandoh in der Super GT. Dort gewann er zusammen mit seinem neuen Teamkollegen Yūji Kunimoto ein Rennen und wurde Vierter im Gesamtklassement.

## Statistik

### Karrierestationen
| - bis 2003: Kartsport - 2004: Asiatische Formel Renault - 2005: Formel Toyota (Platz 5) - 2005: Asiatische Formel Renault - 2006: Formel Toyota (Meister) - 2006: Japanische Formel Challenge (Meister) - 2007: Japanische Formel 3 (Platz 7) - 2007: Super GT, GT300 (Platz 10) - 2008: Internationale Formel Master (Platz 16) | - 2008: Super GT, GT300 (Platz 37) - 2009: GP2-Asia-Serie (Platz 32) - 2009: Japanische Formel 3, nationale (Platz 5) - 2009: Super GT, GT300 (Platz 22) - 2010: Japanische Formel 3 (Platz 2) - 2010: Super GT, GT300 (Platz 9) - 2011: Japanische Formel 3 (Meister) - 2011: Super GT, GT300 (Platz 13) - 2012: Super GT, GT300 (Platz 6) | - 2013: Super GT (Platz 12) - 2013: Japanische Formel 3 (Platz 8) - 2014: Super GT (Platz 15) - 2015: Super GT (Platz 11) - 2015: Japanische Formel 3 (Platz 11) - 2016: Super Formula (Platz 3) - 2016: Super GT (Platz 4) |

### Einzelergebnisse in der Super Formula
| Jahr | Team                   | Motor  | 1   | 2   | 3   | 4   | 5   | 6   | 7   | 8   | 9   | Punkte | Rang |
| ---- | ---------------------- | ------ | --- | --- | --- | --- | --- | --- | --- | --- | --- | ------ | ---- |
| 2016 | Itochu Enex Team Impul | Toyota | SU1 | OK1 | FUJ | MOT | OK2 | OK2 | SUG | SU2 | SU2 | 28,5   | 3.   |
| 2016 | Itochu Enex Team Impul | Toyota | 14  | 13  | 3   | 1   | 13  | 9   | 1   | 18  | 8   | 28,5   | 3.   |